# Lễ Chúa Thánh Thần Hiện Xuống
Lễ Chúa Thánh Thần Hiện Xuống (hoặc lễ Hiện xuống, lễ Giáng xuống, lễ Hạ trần, lễ Ngũ tuần) là một ngày lễ của Kitô giáo được cử hành vào ngày thứ năm mươi bắt đầu từ ngày lễ Phục sinh. Tên gọi ngày lễ này trong tiếng Hy Lạp nghĩa là ngày thứ năm mươi cho nên đây cũng được gọi là Lễ Ngũ Tuần (tuần ở đây được hiểu là khoảng thời gian mười ngày).
Ngày thứ 40 kể từ sau ngày Lễ Phục Sinh có ngày lễ Chúa Giêsu lên trời (tức Lễ Thăng Thiên, rơi vào ngày Thứ năm) nhưng thường được dời vào ngày Chúa nhật kế tiếp. Ngày thứ 50 kể từ sau ngày Lễ Phục Sinh là ngày Lễ Ngũ Tuần kỉ niệm Chúa Thánh Thần hiện xuống với các tông đồ theo Tân Ước, ngày này cũng được coi là ngày khai sinh ra Giáo hội.
Ngày lễ này còn được gọi là ngày Hội mùa, vì ngày này đánh dấu một mùa thu hoạch sắp tới. Tại nhà thờ, ngày lễ này họ dâng lên bàn thờ Chúa những ổ bánh mì từ những hạt lúa mì đầu tiên.
Đối với đạo Do Thái, Lễ Ngũ Tuần là ngày kỷ niệm dân Do Thái nhận Kinh Torah từ Môi-se ở Sinai.

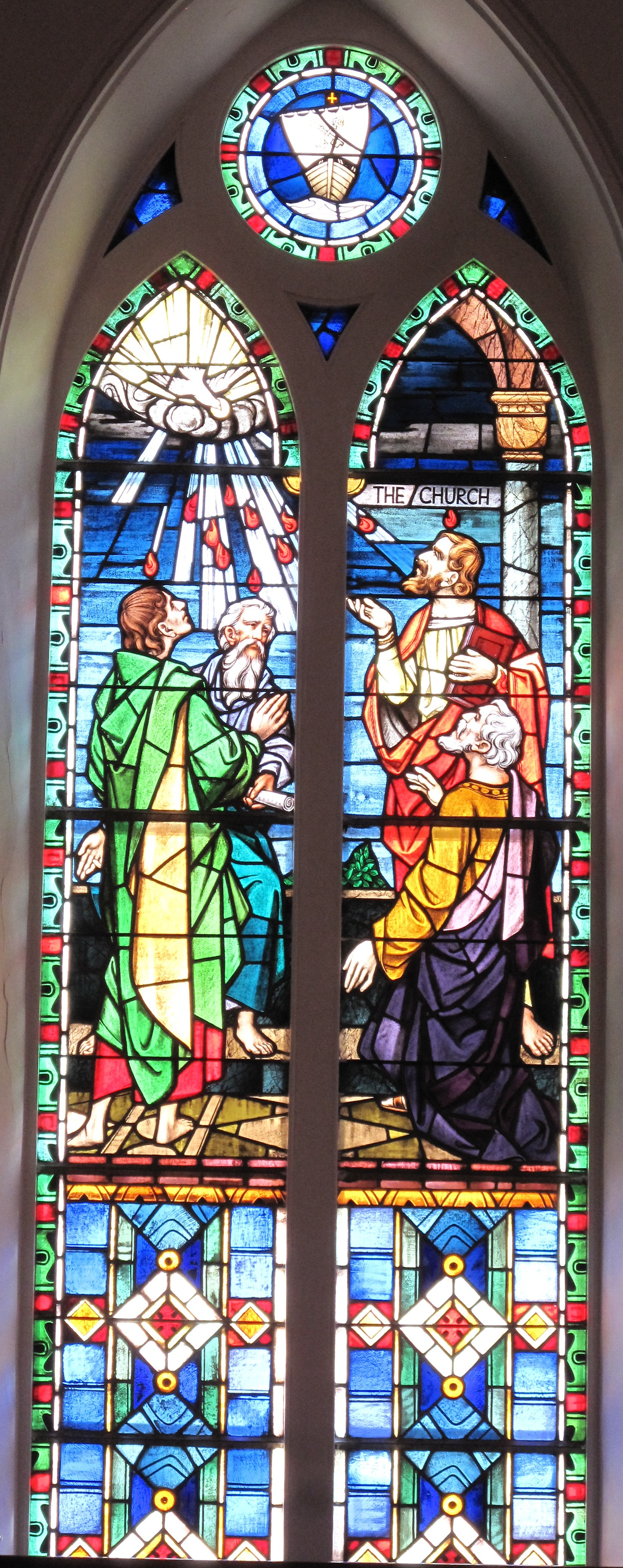
Một ô kính cửa sổ của Nhà thờ St. Matthew's Lutheran Church tại München, Đức diễn tả cảnh Hiện xuống

Nhưng quan trọng hơn, người ta kỷ niệm ngày lễ này với ý nghĩa rằng đây là dịp Chúa Thánh Linh hiện xuống, ngày này được tin là mang đến những tín hiệu tốt lành và niềm tin vào sự sống. Tên gọi ngày lễ này trong một số nước châu Âu còn có nghĩa là phép thần trị bệnh - vào dịp lễ người ta mong ước và chúc cho nhau mọi bệnh tật sẽ qua khỏi.
Theo luật thì những người Công giáo không được làm việc ăn công, lương vào ngày này. Tại một số quốc gia châu Âu (Đức, Áo, Hà Lan, Bỉ, Pháp, Luxembourg, Hungary, Đan Mạch và ở nhiều vùng của Thụy Sĩ), ngày này và thứ hai kế tiếp là ngày nghỉ lễ có trả lương.

## Ngày lễ
2018	
20 tháng 5 (Kitô giáo Tây phương)
27 tháng 5 (Kitô giáo Đông phương)
2019
9 tháng 6 (Kitô giáo Tây phương)
16 tháng 6 (Kitô giáo Đông phương)
2020	
31 tháng 5 (Kitô giáo Tây phương)
7 tháng 6 (Kitô giáo Đông phương)